# コナーラクのスーリヤ寺院
コナーラクのスーリヤ寺院とは、インド・オリッサ州コナーラクにある、ヒンドゥーの太陽神スーリヤを祀る寺院である。1984年に、UNESCOの世界遺産に登録された。
建設されたのは、東ガンガ朝時代後期の13世紀である。ナラシンハデーヴァ1世が王子の頃より建設が始められ、完成には20年近くかかった。境内の広さは約180m×260mある。その境内の中央部には、寺院が建立されると同時に、周囲には多くの祠堂や彫刻が建設された。
スーリヤ寺院を有名にしているのは、壁面を彩るヒンドゥー彫刻である。7頭の馬に曳かれる馬車に乗っていたという太陽神スーリヤの話がインドの古代文学である『ヴェーダ』にあるが、スーリヤ寺院にはそれをモチーフにした馬車が彫刻として残っている。高さ3mの車輪が基壇に彫られ、その数は24に及ぶ。

## 世界遺産登録基準
この世界遺産は世界遺産登録基準のうち、以下の条件を満たし、登録された（以下の基準は世界遺産センター公表の登録基準からの翻訳、引用である）。
- (1) 人類の創造的才能を表現する傑作。
- (3) 現存するまたは消滅した文化的伝統または文明の、唯一のまたは少なくとも稀な証拠。
- (6) 顕著で普遍的な意義を有する出来事、現存する伝統、思想、信仰または芸術的、文学的作品と直接にまたは明白に関連するもの（この基準は他の基準と組み合わせて用いるのが望ましいと世界遺産委員会は考えている）。

## ギャラリー

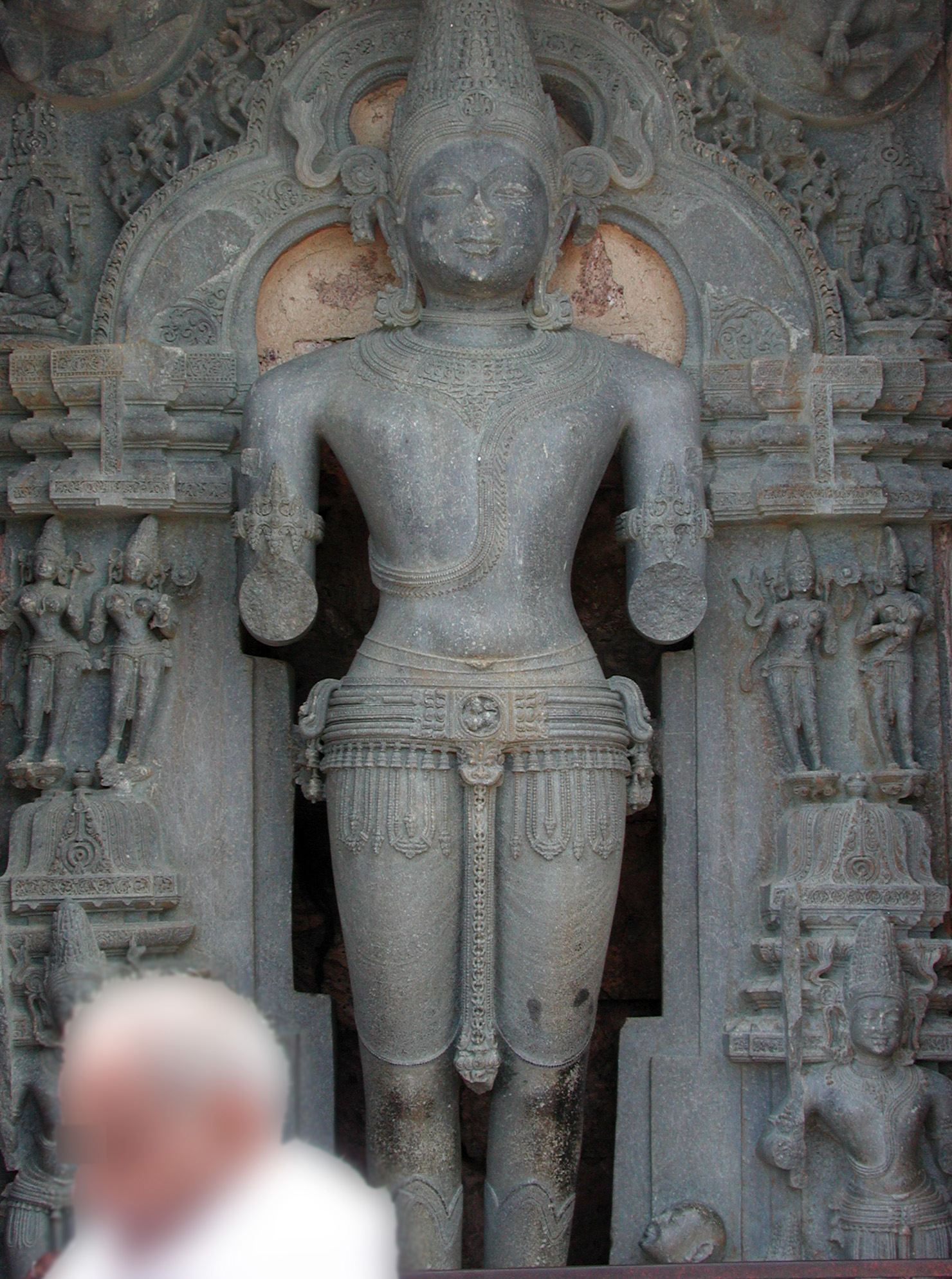
スーリヤ神像
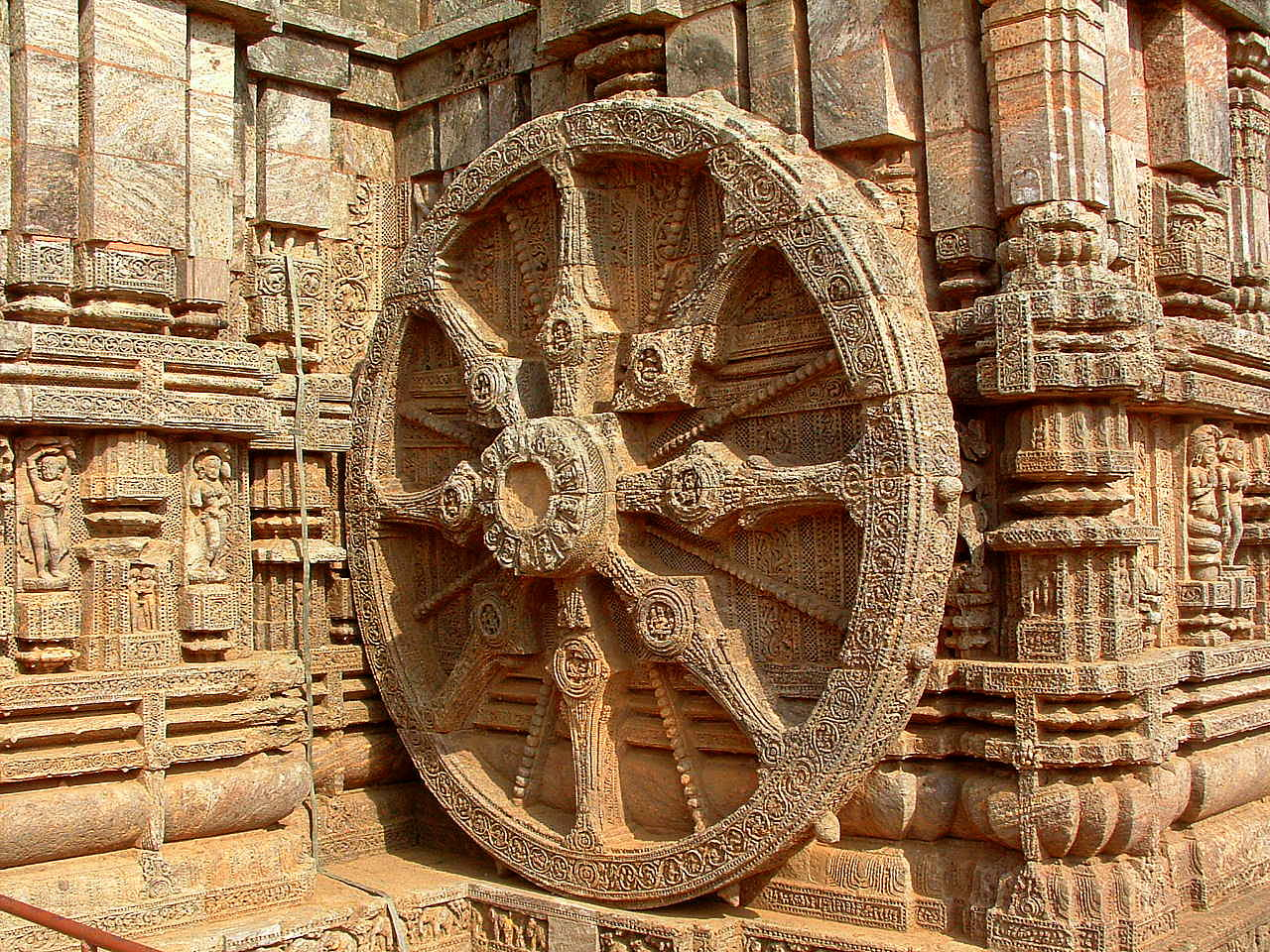
スーリヤ寺院を彩る基壇の彫刻（車輪）